# Fléville-devant-Nancy
Fléville-devant-Nancy is een gemeente in het Franse departement Meurthe-et-Moselle in de regio Grand Est. De gemeente telde 2.187 inwoners op 1 januari 2022.
De gemeente maakte deel uit van het kanton Tomblaine totdat dit op 22 maart 2015 werd opgeheven. Fléville-devant-Nancy werd daarop overgeheveld naar het kanton Jarville-la-Malgrange en bleef deel uitmaken van het arrondissement Nancy, waar dit kanton geheel onder valt.

## Geografie
De oppervlakte van Fléville-devant-Nancy bedroeg op 1 januari 2022 7,4 vierkante kilometer; de bevolkingsdichtheid was toen 295,5 inwoners per km².

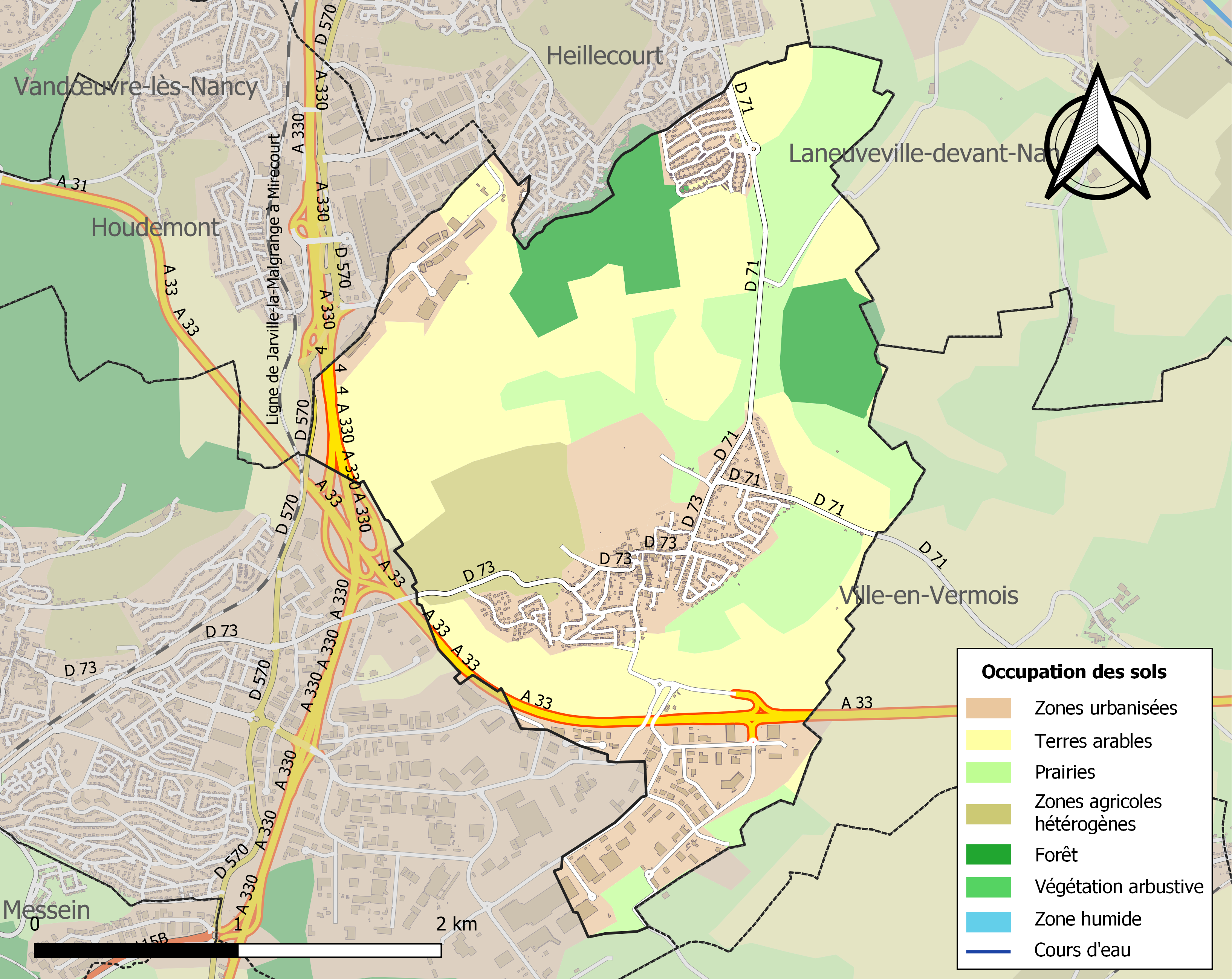
Kaart van de gemeente met de belangrijkste infrastructuur, bodemgebruik en omliggende gemeenten

## Demografie
De figuur toont het verloop van het inwonertal (bron: INSEE-tellingen).